# بانک مرکزی قبرس
بانک مرکزی قبرس (یونانی: Kεντρική Τράπεζα της Κύπρου) بانک مرکزی قبرس است، که در سال ۱۹۶۳ تأسیس شد.